# Bataille de la baie de l'Impératrice-Augusta
Seconde Guerre mondiale - Pacifique
Batailles
- Cap Torokina
- Baie de l'Impératrice-Augusta
- Rabaul (1943)
- Lagune de Koromokina
- Piva Trail (en)
- Coconut Grove (en)
- Piva Forks (en)
- Cap Saint-George
- Raid sur Koiari (en)
- Hellzapoppin Ridge et Hill 600A (en)
- Contre-attaque de Bougainville
- Pearl Ridge (en)
- Tsimba Ridge (en)
- Slater's Knoll (en)
- Rivière Hongorai (en)
- Bataille de Porton Plantation (en)
- Ratsua (en)

Terrestres : 
- Invasion de Tulagi
- Guadalcanal
- Opération Ke
- Nouvelle-Géorgie
- Vella Lavella
- Îles du Trésor
- Choiseul
- Bougainville
- Îles Green

Navales :
- Détroit de Blackett
- I-Go
- Bataille du golfe de Kula
- Kolombangara
- Golfe de Vella
- Vella Lavella (navale)
- Baie de l'Impératrice Augusta
- Horaniu
- Cap Saint-George

La bataille de la baie de l'Impératrice-Augusta, aussi connue sous les noms de bataille de la baie de Gazelles, de opération Cherry Blossom et, dans les sources japonaises, bataille navale de Bougainville, est une bataille navale de la guerre dans le Pacifique pendant la Seconde Guerre mondiale, qui a eu lieu dans la nuit du 1er au 2 novembre 1943 entre la Marine impériale japonaise et la marine américaine. La bataille, qui s'insère dans le cadre de la bataille de Bougainville, a eu lieu au large de l'île de Bougainville dans les îles Salomon.

## Bataille
Alors que les Marines avaient pris pied sur Bougainville lors de l'opération Cherryblossom, dans la baie de l'Impératrice-Augusta, dans le cadre de ce qui allait devenir la bataille de Bougainville, les Japonais répondirent immédiatement par des attaques aériennes de Rabaul et envoyèrent, de Rabaul aux ordres du contre-amiral Sentarō Ōmori, les croiseurs lourds Myōkō et Haguro, les croiseurs légers Agano et Sendai et les destroyers Shigure, Samidare, Shiratsuyu, Naganami, Hatsukaze et Wakatsuki.
Vers 2 h 30, la Task Force 39 du contre-amiral Merrill intercepta la flotte japonaise à proximité des côtes de Bougainville. Les destroyers américains lancèrent leurs torpilles. Ils ne touchèrent rien, mais les manœuvres d'évitement des Japonais désorganisèrent la flotte. Les croiseurs américains ouvrirent alors le feu et endommagèrent le Sendai. Les Japonais tentèrent de répondre au feu américain, mais le destroyer Samidare percute le Shiratsuyu en voulant tirer une torpille, tandis que le croiseur Myōkō percute et endommage gravement le destroyer Hatsukaze. Lorsque les Japonais finirent par trouver les Américains et par ouvrir le feu, Merrill rompit le combat en faisant tirer des fumigènes. Ceux-ci firent croire à Omori qu'il avait coulé un croiseur lourd et il décida qu'il avait rempli sa mission et fit faire demi-tour à la flotte.
Tandis que Omori s'éloigne, Merrill décide de lui donner la chasse et trouve sur son chemin le Sendai et le Hatsukaze endommagés, qu'il fait canonner et couler. Vers 8 heures, la Task Force est attaquée, sans grand dommage, par l'aviation nippone.
Le bilan de la bataille est très défavorable au Japon : la quasi-totalité des navires ont été touchés, le Sendai et le Hatsukaze ont coulé. Côté américain, un croiseur et deux destroyers sont légèrement endommagés, un destroyer a été plus gravement touché.

## Source
- (en) Cet article est partiellement ou en totalité issu de l’article de Wikipédia en anglais intitulé « Battle of Empress Augusta Bay » (voir la liste des auteurs).